# Nelson Tethers: Puzzle Agent
Nelson Tethers: Puzzle Agent (teilweise auch nur als Puzzle Agent vertrieben) ist ein Knobel- oder Puzzle-Computerspiel des US-amerikanischen Softwareherstellers Telltale Games. Ziel des Spiels ist das Lösen von verschiedenen Rätsel- und Denksportaufgaben rund um Radiergummis.

## Handlung
Die Handlung dreht sich um einen FBI-Agenten namens Nelson Tethers, der die Abteilung für Puzzleforschung leitet. Von seinem Chef wird er in das Städtchen Scoggins geschickt, um herauszufinden, was mit der dortigen Radiergummifabrik nicht stimmt, da die Scoggins Eraser Company seit einiger Zeit alle Anfragen mit merkwürdigen Rätseln beantwortet. Der Spieler löst den Fall in rund vier Stunden, wobei das Ende keine Auflösung mit sich bringt, sondern alle Fragen offen lässt. Als Agent Tethers steht man vor Rätseln, bei denen beispielsweise die Traglast von Schmugglervögeln berechnet werden soll, oder es müssen Puzzles zusammengesetzt werden. Insgesamt gilt, es 37 kleine Aufgaben zu lösen.
Das Spiel verfügt über eine Rahmenhandlung und wurde in einem zweiten Teil fortgesetzt. Bei seinem ersten Außeneinsatz in der verschneiten Kleinstadt Scoggins dreht sich alles und die Produktion von Radiergummis in einer Fabrik, die das Weiße Haus und somit den Präsidenten beliefert. Diesem drohen nun die Radiergummis auszugehen. Tethers folgt Hinweisen, um die verschwundenen Vorarbeiter der Fabrik aufzuspüren. Die Bewohner von Scoggins erzählen ihm von merkwürdigen „verborgenen Leuten“, die in den umliegenden Wäldern ihr Unwesen treiben sollen. Nachdem das Rätsel gelöst ist, kehrt Agent Tethers im zweiten Teil nochmals nach Scoggins zurück. Dieses Mal müssen 30 Rätsel gelöst werden.

## Spielprinzip und Technik
Puzzle Agent ist ein 2D-Point-and-Click-Adventure. Aus Sprites zusammengesetzte Figuren agieren vor handgezeichneten, teilanimierten Kulissen. Mit der Maus kann der Spieler seine Spielfigur durch die Örtlichkeiten bewegen und mit den Maustasten Aktionen einleiten, die den Spielcharakter mit seiner Umwelt interagieren lassen. Tethers kann so Gegenstände finden und untersuchen sowie mit NPCs kommunizieren. Mit fortschreitendem Handlungsverlauf werden weitere Orte freigeschaltet. An Rätseltypen gibt es Labyrinthe, Logikpuzzles oder Rätselaufgaben, zudem kommen aus dem Wald auffällige Töne, deren Ursprung es zu klären gilt.

## Produktionsnotizen
Das Spiel basiert sowohl vom Zeichenstil als auch von Look her auf einem kleinen Animationsfilm von Graham Annable, der als Grickle auf YouTube verbreitet wurde. Vorbild für das Spiel war die für den Nintendo DS konzipierte Reihe zu Professor Layton.

## Rezeption
Puzzle Agent erhielt positive bis gemischte Rezensionen. Aus 24 aggregierten Wertungen erzielt die PC-Version auf Metacritic einen Score von 70. Es erinnere an Professor Layton. Die Hintergrundgeschichte sei schräg und die Steuerung problematisch. Dennoch versprühe es viel Charme. Die Knobeleien bleiben dabei recht anspruchslos. Es sei für Genre-Einsteiger bestens geeignet. Die grafische und musikalische Gestaltung sei stimmig.